# A Outra Rússia

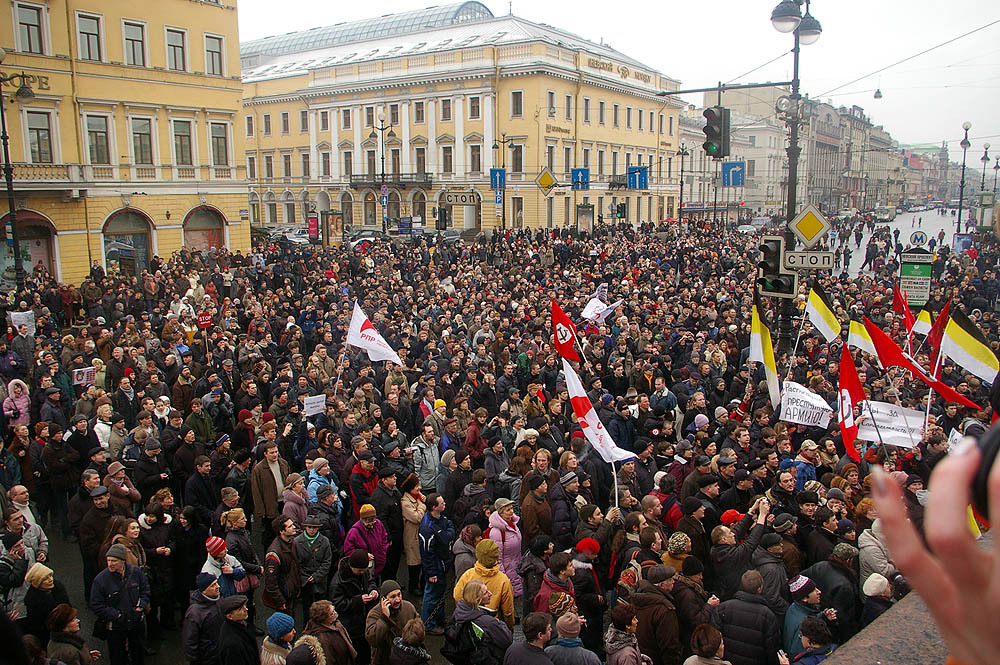
15.000 pessoas em São Petersburgo em 3 de março de 2007 na Marcha dos Dissidentes

A Outra Rússia (em russo: Другая Россия; Drugaya Rossiya) foi uma coalizão que reunia opositores do presidente Vladimir Putin e era conhecida como organizadora das Marchas dos Dissidentes. O grupo incluía líderes oposicionistas de esquerda e direita, além de liberais, como o ex-campeão mundial de xadrez Garry Kasparov.